# Mysateles prehensilis
Хутія чіпкохвоста (Mysateles prehensilis) — вид гризунів родини хутієвих. Вид зустрічається по всьому острові Куба, але чисельність постійно скорочується через перетворення лісів у сільськогосподарські території. Вид веде повністю деревний спосіб життя, харчується листям. Верхня частина тіла — суміш чорнуватого, буро-жовтого і рудого. Низ — від білуватого до коричневого, часто білий спереду і коричневий ззаду; хвіст — від яскраво-рудого до коричневого.